# Nereto
Nereto är en ort och kommun i provinsen Teramo i regionen Abruzzo i Italien. Kommunen hade 5 427 invånare (2018).